# Ines Bojanić
Ines Bojanić Švajić (Požega, 13. rujna 1975.) je hrvatska kazališna, televizijska i filmska glumica.

## Filmografija

### Televizijske uloge
- "U dobru i zlu" kao Dubravka (2025.)
- "Počivali u miru" kao Irina (2018.)
- "Zora dubrovačka" kao Maris Menčetić (2014.)
- "Provodi i sprovodi" kao Ines (2012.)
- "Brak je mrak" (2012.)
- "Zvijezde pjevaju" kao natjecateljica (zajedno s Giulianom Đanić) (2010.)
- "Dome slatki dome" kao Nola Marinković (2010.)
- "Zakon!" kao Rajna (2009.)
- "Kafanica blizu SiS-a" kao Mare (2007. – 2008.)
- "Agencija za SiS" kao Mare (2007.)
- "Odmori se, zaslužio si" kao djevojka (2007.)
- "Obični ljudi" kao Bojana Nemet (2006. – 2007.)
- "Ljubav u zaleđu" kao Marijana "Mare" (2005. – 2006.)
- "Bitange i princeze" kao štreberica (2005.)

### Filmske uloge
- "Naglavce" kao Zuzu (2007.)
- "Snivaj zlato moje" kao Tonka (2005.)
- "Duga mračna noć" kao žena u žitu (2004.)
- "Leti, leti" kao plavuša (2003.)
- "Svjetsko čudovište" (2003.)
- "Pupak svijeta" kao Joanna (2000.)

### Sinkronizacija
- "Petar Zecimir: Skok u avanturu" kao Biba (2021.)
- "Galileo, ipak se kreće" kao gušterica Lea, stanovnica planeta Đost, Plavka, Zorka, cvrčkica Zala, Đurica, kokoš i ovca, Crvenkapica, zvijezda Sjevernjača, Anica i eskimka Tulid (2020.)
- "Snježno kraljevstvo 2" (2019.)
- "Gospodarica zla 2" kao vila Latica (2019.)
- "Mala gospođica Dolittle" kao kraljica Ema (2019.)
- "Eliot spašava Božić" kao Keti (2018.)
- "Noćne more iz svijeta prirode" kao spikerica (3. sezona, 2016.)
- "Garfield" kao Abby Shields (2004.)
- "Vrijeme je za priču" kao carska služavka, sirena zaleđenih jezera, majmunčić plavih ruku Liangani, žaba, indijanka Padma, zmajica Otohime, meduza, majka aboridžinka, zrno riže, duh Luah, sunce, jež, djevojka s crnim dijamantom, ružna starica i Padmut (1. sezona); Sine i njezina majka, božica Mami Wata, Liangova baka, Hansova majka, malena vila Lorelai, bubamara, Tupai, čarobnica Tahua i pingvinka Wuapi (2. sezona)
- "Mali prerijski psi" kao pripovjedačica i kao Sage, Snow i ostali prerijski psi
- "Mačje tajne" kao jedna od spikerica
- "Životinje i ljubav" kao jedna od spikerica

## Vanjske poveznice
- Stranica na HNK Varaždin
- Ines Bojanić u internetskoj bazi filmova IMDb-u (engl.)